# Coppa Italia 2024-2025 (pallanuoto femminile)
La Coppa Italia 2024-2025 è stata la quattordicesima edizione del trofeo organizzato dalla FIN. Il trofeo è stato assegnato tramite una Final Six svoltasi tra il 21 e il 23 febbraio 2025 al Palazzo del Nuoto di Torino.
La SIS Roma, squadra campione in carica, si è confermata, ottenendo così la sua quarta affermazione nella competizione.

## Regolamento
Alla competizione prendono parte tutte e dieci le squadre partecipanti alla Serie A1, che nelle fase preliminare vengono divise in due gironi da cinque. Le prime tre classificate dei due gironi accedono alla Final Six: le prime si qualificano automaticamente alle semifinali, mentre le seconde e le terze disputano i quarti di finale.

## Gironi di qualificazione

### Gruppo A
| Pos | Team         | G | V | D | P | Pts |
| --- | ------------ | - | - | - | - | --- |
| 1   | Orizzonte CT | 4 | 4 | 0 | 0 | 12  |
| 2   | Trieste      | 4 | 3 | 0 | 1 | 9   |
| 3   | Rapallo      | 4 | 2 | 0 | 2 | 6   |
| 4   | Cosenza      | 4 | 1 | 0 | 3 | 3   |
| 5   | Vela Ancona  | 4 | 0 | 0 | 4 | 0   |

| Squadra 1    | Risultato | Squadra 2    |
| ------------ | --------- | ------------ |
| Orizzonte CT | 15-6      | Cosenza      |
| Trieste      | 14-8      | Rapallo      |
| Vela Ancona  | 2-26      | Orizzonte CT |
| Trieste      | 10-5      | Cosenza      |
| Rapallo      | 13-6      | Vela Ancona  |
| Orizzonte CT | 9-6       | Trieste      |
| Cosenza      | 13-20     | Rapallo      |
| Vela Ancona  | 4-21      | Trieste      |
| Orizzonte CT | 12-5      | Rapallo      |
| Cosenza      | 20-10     | Vela Ancona  |

### Gruppo B
| Pos | Team              | G | V | D | P | Pts |
| --- | ----------------- | - | - | - | - | --- |
| 1   | SIS Roma          | 4 | 4 | 0 | 0 | 12  |
| 2   | Plebiscito Padova | 4 | 3 | 0 | 1 | 9   |
| 3   | Brizz Acireale    | 4 | 1 | 1 | 2 | 4   |
| 4   | Lazio             | 4 | 1 | 0 | 3 | 3   |
| 5   | Bogliasco         | 4 | 0 | 1 | 3 | 1   |

| Squadra 1         | Risultato | Squadra 2         |
| ----------------- | --------- | ----------------- |
| SIS Roma          | 16-4      | Lazio             |
| Plebiscito Padova | 15-6      | Bogliasco         |
| Lazio             | 4-12      | Plebiscito Padova |
| Brizz Acireale    | 11-11     | Bogliasco         |
| Plebiscito Padova | 16-7      | Brizz Acireale    |
| SIS Roma          | 17-5      | Bogliasco         |
| Brizz Acireale    | 10-18     | SIS Roma          |
| Bogliasco         | 6-10      | Lazio             |
| Brizz Acireale    | 13-8      | Lazio             |
| Plebiscito Padova | 10-11     | SIS Roma          |

## Final Six

### Tabellone
|  | Quarti di finale | Quarti di finale  | Quarti di finale |          |              | Semifinali   | Semifinali   | Semifinali |  |  | Finale | Finale | Finale |  |
|  |                  |                   |                  |          |              |              |              |            |  |  |        |        |        |  |
|  |                  |                   |                  |          |              | 1A           | Orizzonte CT | 10         |  |  |        |        |        |  |
|  |                  |                   |                  |          |              | 1A           | Orizzonte CT | 10         |  |  |        |        |        |  |
|  |                  |                   |                  | Rapallo  | 8            |              |              |            |  |  |        |        |        |  |
|  | 2B               | Plebiscito Padova | 10               | Rapallo  | 8            |              |              |            |  |  |        |        |        |  |
|  | 2B               | Plebiscito Padova | 10               |          |              |              |              |            |  |  |        |        |        |  |
|  | 3A               | Rapallo           | 11               |          |              |              |              |            |  |  |        |        |        |  |
|  | 3A               | Rapallo           | 11               |          | Orizzonte CT | Orizzonte CT | 7            |            |  |  |        |        |        |  |
|  |                  |                   |                  |          |              |              |              |            |  |  |        |        |        |  |
|  |                  |                   | SIS Roma         | SIS Roma | 10           |              |              |            |  |  |        |        |        |  |
|  |                  |                   |                  | SIS Roma | 10           |              |              |            |  |  |        |        |        |  |
|  |                  |                   |                  |          |              |              |              |            |  |  |        |        |        |  |
|  |                  |                   |                  |          |              |              |              |            |  |  |        |        |        |  |
|  |                  | 1B                | SIS Roma         | 8        |              |              |              |            |  |  |        |        |        |  |
|  |                  |                   |                  | 8        |              |              |              |            |  |  |        |        |        |  |
|  |                  |                   |                  | Trieste  | 7            |              |              |            |  |  |        |        |        |  |
|  | 2A               | Trieste           | 18               | Trieste  | 7            |              |              |            |  |  |        |        |        |  |
|  | 2A               | Trieste           | 18               |          |              |              |              |            |  |  |        |        |        |  |
|  | 3B               | Brizz Acireale    | 7                |          |              |              |              |            |  |  |        |        |        |  |

## Finali

### Finale 3º posto
| Torino 22 febbraio 2025 | Trieste | 7 – 3 (3-1, 0-0, 3-1, 1-1) referto | Rapallo | Palazzo del Nuoto |

### Finale 1º posto
| Torino 22 febbraio 2025 | SIS Roma | 10 – 7 (3-1, 3-3, 1-1, 3-2) referto | Orizzonte CT | Palazzo del Nuoto |